# Беларусь на летних Олимпийских играх 2020
Беларусь на летних Олимпийских играх 2020 года была представлена в 20 видах спорта 108-ю спортсменами. Это была самая малочисленная делегация Беларуси на летних Играх. На церемонии открытия Игр знаменосцами сборной Беларуси стали пловец Никита Цмыг и лучница Анна Марусова.
Первоначально Олимпийские игры должны были состояться в 2020 году, однако из-за пандемии COVID-19 Международный олимпийский комитет принял решение перенести Игры на 2021 год.
Белорусы завоевали всего 7 медалей, это худший результат на летних Играх в истории независимой Беларуси. Ранее худший результат был в 2016 году в Бразилии — 9 медалей. Как и на Олимпийских играх 2016 года единственное золото белорусы завоевали в мужских прыжках на батуте.

## Медали
| Золото  |                                                                  |                                                        |           |
| №       | Спортсмены                                                       | Вид спорта (дисциплина)                                | Дата      |
| 1       | Иван Литвинович                                                  | Прыжки на батуте                                       | 31 июля   |
| Серебро |                                                                  |                                                        |           |
| №       | Спортсмены                                                       | Вид спорта (дисциплина)                                | Дата      |
| 1       | Ирина Курочкина                                                  | Борьба                                                 | 5 августа |
| 2       | Магомедхабиб Кадимагомедов                                       | Борьба                                                 | 6 августа |
| 3       | Маргарита Махнёва Надежда Лепешко Ольга Худенко Марина Литвинчук | Гребля на байдарках и каноэ (K-4, 500 метров, женщины) | 7 августа |
| Бронза  |                                                                  |                                                        |           |
| №       | Спортсмены                                                       | Вид спорта (дисциплина)                                | Дата      |
| 1       | Максим Недосеков                                                 | Лёгкая атлетика (прыжки в высоту, мужчины)             | 1 августа |
| 2       | Ванесса Колодинская                                              | Борьба                                                 | 6 августа |
| 3       | Алина Горносько                                                  | Художественная гимнастика                              | 7 августа |

## Состав сборной
Состав сборной Беларуси на Играх в Токио состоял из 108 спортсменов, которые примут участие в 20 видах спорта. Олимпийскую делегацию возглавил вице-президент НОК Беларуси Дмитрий Довгалёнок. Капитаном сборной был избран легкоатлет Иван Тихон.
 Академическая гребля
1. Сергей Володько
2. Дмитрий Фурман
3. Татьяна Климович
4. Инна Никулина
5. Елена Фурман

 Бокс
1. Дмитрий Асанов
2. Виталий Бондаренко
3. Александр Радионов
4. Владислав Смягликов

 Борьба
Вольная борьба
1. Александр Гуштын
2. Магомедхабиб Кадимагомедов
3. Денис Хроменков
4. Али Шабанов
5. Ванесса Колодинская
6. Ирина Курочкина
7. Василиса Марзалюк

Греко-римская борьба
1. Кирилл Маскевич

Велоспорт
 Шоссейный велоспорт
1. Александр Рябушенко
2. Алёна Омелюсик

 Трековый велоспорт
1. Евгений Королёк
2. Татьяна Шаракова

Гребля на байдарках и каноэ
 Гребля на гладкой воде
1. Никита Бориков
2. Владислав Литвинов
3. Алексей Мисюченко
4. Дмитрий Натынчик
5. Олег Юреня
6. Марина Литвинчук
7. Надежда Макарченко
8. Маргарита Махнёва
9. Елена Ноздрёва
10. Дарина Пикулева
11. Надежда Попок
12. Ольга Худенко

 Дзюдо
1. Дмитрий Миньков
2. Никита Свирид
3. Марина Слуцкая

 Конный спорт
1. Александр Зеленко
2. Александр Фоминов

 Лёгкая атлетика
1. Евгений Богуцкий
2. Юрий Васильченко
3. Дмитрий Дюбин
4. Глеб Дударев
5. Виталий Жук
6. Алексей Котковец
7. Александр Ляхович
8. Павел Мелешко
9. Дмитрий Набоков
10. Максим Недосеков
11. Виталий Парахонько
12. Иван Тихон
13. Юлия Близнец
14. Дарья Борисевич
15. Эльвира Герман
16. Карина Демидик
17. Алёна Дубицкая
18. Мария Жодик
19. Ирина Жук
20. Астерия Узо Лимай
21. Анна Малыщик
22. Ольга Мазурёнок
23. Анастасия Маслова
24. Анастасия Мирончик-Иванова
25. Анна Михайлова
26. Кристина Мулярчик
27. Анастасия Раровская
28. Виктория Рощупкина
29. Нина Савина
30. Виолетта Скворцова
31. Анна Терлюкевич
32. Кристина Тимановская
33. Александра Хильманович
34. Татьяна Холодович

 Парусный спорт
1. Никита Циркун
2. Татьяна Дроздовская

 Плавание
1. Артём Мачекин
2. Никита Цмыг
3. Евгений Цуркин
4. Илья Шиманович
5. Алина Змушко
6. Анастасия Коряковская
7. Анастасия Кулешова
8. Анастасия Шкурдай

 Прыжки на батуте
1. Владислав Гончаров
2. Иван Литвинович

 Синхронное плавание
1. Дарья Кулагина
2. Василина Хондошко

 Современное пятиборье
1. Илья Полозков
2. Анастасия Прокопенко
3. Ольга Силкина

 Спортивная гимнастика
1. Анна Травкова

 Стрельба
1. Юрий Щербацевич
2. Мария Мартынова
3. Виктория Чайка

 Стрельба из лука
1. Карина Дёминская
2. Карина Козловская
3. Анна Марусова

 Теннис
1. Егор Герасимов
2. Илья Ивашко
3. Виктория Азаренко
4. Арина Соболенко

 Тяжёлая атлетика
1. Евгений Тихонцов
2. Дарья Наумова

 Художественная гимнастика
1. Анна Гайдукевич
2. Алина Горносько
3. Карина Ермоленко
4. Анастасия Молоканова
5. Анастасия Рыбакова
6. Анастасия Салос
7. Арина Цицилина

## Результаты соревнований

### Академическая гребля
Лицензию получил экипаж мужской двойки распашной в лице Сергея Володько и Дмитрия Фурмана, который занял итоговое 11-е место на Чемпионате мира 2019 года. Кроме того, на этом же соревновании была завоёвана ещё одна лицензия, но уже экипажем женской двойки в составе Елены Фурман и Анастасии Яниной. В финальном заезде на дистанции 2 км они заняли 6-е место. В мае 2021 года на Мировой квалификационной олимпийской регате Татьяна Климович заняла второе место и стала обладательницей олимпийской лицензии.
Мужчины
| Соревнование  | Спортсмены                     | Предварительный заезд | Предварительный заезд | Предварительный заезд | Отборочный заезд | Отборочный заезд | Отборочный заезд | Четвертьфинал | Четвертьфинал | Четвертьфинал | Полуфинал     | Полуфинал     | Полуфинал     | Финал   | Финал   | Итоговое место |
| Соревнование  | Спортсмены                     | Заезд                 | Время                 | Место                 | Заезд            | Время            | Место            | Заезд         | Время         | Место         | Заезд         | Время         | Место         | Время   | Место   | Итоговое место |
| ------------- | ------------------------------ | --------------------- | --------------------- | --------------------- | ---------------- | ---------------- | ---------------- | ------------- | ------------- | ------------- | ------------- | ------------- | ------------- | ------- | ------- | -------------- |
| двойки парные | Сергей Володько Дмитрий Фурман | 3                     | 7:05,65               | 4                     | 1                | 6:52,82          | 3 Q              | не проводится | не проводится | не проводится | Полуфинал A/B | Полуфинал A/B | Полуфинал A/B | Финал B | Финал B | 8              |
| двойки парные | Сергей Володько Дмитрий Фурман | 3                     | 7:05,65               | 4                     | 1                | 6:52,82          | 3 Q              | не проводится | не проводится | не проводится | 1             | 6:30,66       | 5             | 6:25,88 | 2       | 8              |

Женщины
| Соревнование              | Спортсмены                 | Предварительный заезд | Предварительный заезд | Предварительный заезд | Отборочный заезд | Отборочный заезд | Отборочный заезд | Четвертьфинал | Четвертьфинал | Четвертьфинал | Полуфинал     | Полуфинал     | Полуфинал     | Финал   | Финал   | Итоговое место |
| Соревнование              | Спортсмены                 | Заезд                 | Время                 | Место                 | Заезд            | Время            | Место            | Заезд         | Время         | Место         | Заезд         | Время         | Место         | Время   | Место   | Итоговое место |
| ------------------------- | -------------------------- | --------------------- | --------------------- | --------------------- | ---------------- | ---------------- | ---------------- | ------------- | ------------- | ------------- | ------------- | ------------- | ------------- | ------- | ------- | -------------- |
| одиночки                  | Татьяна Климович           | 1                     | 7:51,86               | 2 Q                   | не участвовала   | не участвовала   | не участвовала   | 3             | 8:09,04       | 4 Q           | Полуфинал C/D | Полуфинал C/D | Полуфинал C/D | Финал C | Финал C | 13             |
| одиночки                  | Татьяна Климович           | 1                     | 7:51,86               | 2 Q                   | не участвовала   | не участвовала   | не участвовала   | 3             | 8:09,04       | 4 Q           | 2             | 7:33,78       | 2             | 7:39,53 | 1       | 13             |
| двойки парные, лёгкий вес | Инна Никулина Елена Фурман | 3                     | 7:10,15               | 4                     | 1                | 7:26,99          | 2 Q              | не проводится | не проводится | не проводится | Полуфинал A/B | Полуфинал A/B | Полуфинал A/B | Финал B | Финал B | 11             |
| двойки парные, лёгкий вес | Инна Никулина Елена Фурман | 3                     | 7:10,15               | 4                     | 1                | 7:26,99          | 2 Q              | не проводится | не проводится | не проводится | 1             | 6:54,78       | 6             | 6:57,84 | 5       | 11             |

### Бокс
Основным этапом отбора на Олимпийские игры для белорусских боксёров стали европейские квалификационные соревнования. Квалификационный турнир проходил в 2021 году в Париже. По его результатам белорусские боксёры завоевали 3 олимпийские лицензии. В конце июня 2021 года были распределены заключительные квоты, согласно рейтингу Boxing Task Force. По одной путёвке на Игры в каждой весовой категории для каждого континента. В весовой категории 91 кг право участвовать в Олимпиаде получил Владислав Смягликов.
| Категория | Спортсмены          | Первый раунд           | Второй раунд                   | Четвертьфинал        | Полуфинал            | Финал                | Место |
| Категория | Спортсмены          | Соперник Результат     | Соперник Результат             | Соперник Результат   | Соперник Результат   | Соперник Результат   | Место |
| --------- | ------------------- | ---------------------- | ------------------------------ | -------------------- | -------------------- | -------------------- | ----- |
| до 63 кг  | Дмитрий Асанов      | JORА. Аль-Касбех В 5:0 | BRAВ. де Оливейра П 2:3        | завершил выступление | завершил выступление | завершил выступление | 9     |
| до 69 кг  | Александр Радионов  | TURН. Экинджи В 3:2    | GBRП. Маккормак П 0:5          | завершил выступление | завершил выступление | завершил выступление | 9     |
| до 75 кг  | Виталий Бондаренко  | USAТ. Айсли П 5:0      | завершил выступление           | завершил выступление | завершил выступление | завершил выступление | 17    |
| до 91 кг  | Владислав Смягликов | не участвовал          | SAMА. Плодзицки-Фаоагали В 4:1 | NZLД. Ньика П 0:5    | завершил выступление | завершил выступление | 5     |

### Борьба
На чемпионате мира — 2019 в Казахстане участие в главных стартах четырёхлетия себе гарантировала Ирина Курочкина, выигравшая в Нур-Султане бронзу, а также борец греко-римского стиля Николай Стадуб, вместо которого в Токио отправится Кирилл Маскевич. Основным этапом отбора на Олимпийские игры для белорусских борцов стали европейские квалификационные соревнования. Квалификационный турнир проходил в 2021 году в Будапеште. По его результатам белорусские борцы завоевали 5 олимпийских лицензий (3 — в мужских соревнованиях и 2 — в женских). В мае борец вольного стиля Магомедхабиб Кадимагомедов стал обладателем олимпийской лицензии на мировом квалификационном турнире в Софии.
Используемые сокращения: 

VFA (5:0) — победа на туше; 

VSU (4:0) — победа по техническому превосходству (8 баллов разницы в греко-римской борьбе и 10 баллов — в вольной без технических баллов у проигравшего); 

VSU1 (4:1) — победа по техническому превосходству в одном или двух периодах, с техническим баллом у проигравшего; 

VPO (3:0) — победа по баллам, когда борец выигрывает 2 периода с преимуществом, набрав от 1 до 7 баллов в греко-римской борьбе и от 1 до 9 — в вольной без технических баллов у проигравшего; 

VPO1 (3:1) — победа по баллам с техническими баллами у проигравшего. 

Мужчины
Вольная борьба
| Категория | Спортсмены                 | 1/8 финала                   | Четвертьфинал         | Полуфинал               | Финал                   | Место |
| Категория | Спортсмены                 | Соперник Результат           | Соперник Результат    | Соперник Результат      | Соперник Результат      | Место |
| --------- | -------------------------- | ---------------------------- | --------------------- | ----------------------- | ----------------------- | ----- |
| до 74 кг  | Магомедхабиб Кадимагомедов | CUBХ. Гарсон В 12:8 VPO1     | USAК. Дэйк В 11:0 VSU | ITAФ. Чамисо В 9:7 VPO1 | ROCЗ. Сидаков П 0:7 VPO | 2     |
| до 86 кг  | Али Шабанов                | USAД. Тейлор П 0:11 VSU      | Утешительный раунд    | Утешительный раунд      | Матч за 3-е место       | 16    |
| до 86 кг  | Али Шабанов                | USAД. Тейлор П 0:11 VSU      | SMRМ. Амин П 0:2 VPO  | SMRМ. Амин П 0:2 VPO    | завершил выступление    | 16    |
| до 97 кг  | Александр Гуштын           | CUBР. Салас П 3:4 VPO1       | завершил выступление  | завершил выступление    | завершил выступление    | 12    |
| до 125 кг | Денис Хроменков            | MGLМ. Лхагвагэрэл П 4:8 VPO1 | завершил выступление  | завершил выступление    | завершил выступление    | 9     |

Греко-римская борьба
| Категория | Спортсмены      | 1/8 финала                | Четвертьфинал        | Полуфинал            | Финал                | Место |
| Категория | Спортсмены      | Соперник Результат        | Соперник Результат   | Соперник Результат   | Соперник Результат   | Место |
| --------- | --------------- | ------------------------- | -------------------- | -------------------- | -------------------- | ----- |
| до 87 кг  | Кирилл Маскевич | EGYМ. Метвалли П 1:9 VSU1 | завершил выступление | завершил выступление | завершил выступление | 15    |

Женщины
Вольная борьба
| Категория | Спортсмены          | 1/8 финала                     | Четвертьфинал            | Полуфинал                 | Финал                     | Место |
| Категория | Спортсмены          | Соперник Результат             | Соперник Результат       | Соперник Результат        | Соперник Результат        | Место |
| --------- | ------------------- | ------------------------------ | ------------------------ | ------------------------- | ------------------------- | ----- |
| до 53 кг  | Ванесса Колодинская | ROUА. Ана В 10:0 VSU           | INDВ. Пхогат В 9:3 VFA   | CHNП. Цяньюй П 2:2 VPO1   | Матч за 3-е место         | 3     |
| до 53 кг  | Ванесса Колодинская | ROUА. Ана В 10:0 VSU           | INDВ. Пхогат В 9:3 VFA   | CHNП. Цяньюй П 2:2 VPO1   | USAД. Винчестер В 0:4 VFA | 3     |
| до 57 кг  | Ирина Курочкина     | INDА. Малик В 8:2 VPO1         | ROCВ. Коблова В 6:3 VPO1 | HUNЭ. Николова В 11:0 VSU | JPNК. Рисако П 0:5 VPO    | 2     |
| до 76 кг  | Василиса Марзалюк   | GERА. Роттер-Фоккен П 1:2 VPO1 | Утешительный раунд       | Утешительный раунд        | Матч за 3-е место         | 9     |
| до 76 кг  | Василиса Марзалюк   | GERА. Роттер-Фоккен П 1:2 VPO1 | CHNЧжоу Цянь П 1:2 VPO1  | CHNЧжоу Цянь П 1:2 VPO1   | завершила выступление     | 9     |

### Велоспорт
Результаты позволили белорусским велогонщикам выставить на старт олимпийской шоссейной гонки двух спортсменов. По одному у мужчин и женщин. Мужскую лицензию изначально предполагалось отдать Василию Кириенко, но ветеран и лидер белорусского велоспорта заявил о завершении карьеры из-за проблем со здоровьем. В Токио его заменил Александр Рябушенко. У женщин в качестве представителя значится Алёна Омелюсик.
На основе рейтинга Международного союза велосипедистов Белоруссии были выделены мужская и женская квоты в омниуме.

#### Шоссейный велоспорт
Мужчины
| Соревнование    | Спортсмены          | Время   | Место | Отставание |
| --------------- | ------------------- | ------- | ----- | ---------- |
| групповая гонка | Александр Рябушенко | 6:21:46 | 66    | +16:20     |

Женщины
| Соревнование     | Спортсмены     | Время    | Место | Отставание |
| ---------------- | -------------- | -------- | ----- | ---------- |
| групповая гонка  | Алёна Омелюсик | 3:55:05  | 17    | +2:20      |
| раздельная гонка | Алёна Омелюсик | 33:21.41 | 16    | +3:07,92   |

#### Трековый велоспорт
Омниум
| Соревнование | Спортсмены       | Скретч | Скретч | Темповая гонка | Темповая гонка | Гонка на выбывание | Гонка на выбывание | Гонка по очкам | Гонка по очкам | Сумма очков | Итоговое место |
| Соревнование | Спортсмены       | Очки   | Место  | Очки           | Место          | Очки               | Место              | Очки           | Место          | Сумма очков | Итоговое место |
| ------------ | ---------------- | ------ | ------ | -------------- | -------------- | ------------------ | ------------------ | -------------- | -------------- | ----------- | -------------- |
| мужчины      | Евгений Королёк  | 6      | 18     | 14             | 14             | 6                  | 18                 | 50             | 10             | 76          | 12             |
| женщины      | Татьяна Шаракова | 20     | 11     | 12             | 15             | 4                  | 19                 | 0              | 14             | 36          | 16             |

### Водные виды спорта

#### Плавание
В апреле 2019 года Анастасия Шкурдай на дистанции 100 м баттерфляем установила национальный рекорд и выполнила нормативы отбора на Олимпийские игры.
В начале апреля 2021 года Алина Змушко обновила два своих национальных рекорда и завоевала путёвку на Игры в Токио на чемпионате России по плаванию.
Мужчины
| Дистанция                    | Спортсмены                                              | Предварительный раунд | Предварительный раунд | Предварительный раунд | Полуфинал             | Полуфинал             | Полуфинал             | Финал                 | Финал                 |
| Дистанция                    | Спортсмены                                              | Заплыв                | Результат             | Место                 | Заплыв                | Результат             | Место                 | Результат             | Место                 |
| ---------------------------- | ------------------------------------------------------- | --------------------- | --------------------- | --------------------- | --------------------- | --------------------- | --------------------- | --------------------- | --------------------- |
| 100 метров баттерфляем       | Евгений Цуркин                                          | 5                     | 52,90                 | 42                    | завершил выступление  | завершил выступление  | завершил выступление  | завершил выступление  | завершил выступление  |
| 100 метров на спине          | Никита Цмыг                                             | 4                     | 54,88                 | 33                    | завершил выступление  | завершил выступление  | завершил выступление  | завершил выступление  | завершил выступление  |
| 100 метров брассом           | Илья Шиманович                                          | 6                     | 59,33                 | 9                     | 2                     | 59,08                 | 7                     | 59,36                 | 8                     |
| Эстафета                     | Предварительный раунд                                   | Предварительный раунд | Предварительный раунд | Предварительный раунд | Финал                 | Финал                 | Финал                 | Финал                 | Финал                 |
| Эстафета                     | Состав                                                  | Заплыв                | Результат             | Место                 | Состав                | Состав                | Состав                | Результат             | Место                 |
| 4×100 метров комбинированная | Артём Мачекин Никита Цмыг Евгений Цуркин Илья Шиманович | 1                     | 3:34,82               | 12                    | завершили выступление | завершили выступление | завершили выступление | завершили выступление | завершили выступление |

Женщины
| Дистанция                    | Спортсмены                                                              | Предварительный раунд | Предварительный раунд | Предварительный раунд | Полуфинал             | Полуфинал             | Полуфинал             | Финал                 | Финал                 |
| Дистанция                    | Спортсмены                                                              | Заплыв                | Результат             | Место                 | Заплыв                | Результат             | Место                 | Результат             | Место                 |
| ---------------------------- | ----------------------------------------------------------------------- | --------------------- | --------------------- | --------------------- | --------------------- | --------------------- | --------------------- | --------------------- | --------------------- |
| 100 метров вольным стилем    | Анастасия Шкурдай                                                       | 4                     | 55,17                 | 28                    | завершила выступление | завершила выступление | завершила выступление | завершила выступление | завершила выступление |
| 100 метров баттерфляем       | Анастасия Шкурдай                                                       | 4                     | 56,99                 | 7                     | 2                     | 57,19                 | 8                     | 57,05                 | 8                     |
| 100 метров на спине          | Анастасия Шкурдай                                                       | 6                     | —                     | DNS                   | завершила выступление | завершила выступление | завершила выступление | завершила выступление | завершила выступление |
| 100 метров брассом           | Алина Змушко                                                            | 4                     | 1:07,58               | 21                    | завершила выступление | завершила выступление | завершила выступление | завершила выступление | завершила выступление |
| 200 метров брассом           | Алина Змушко                                                            | 3                     | 2:27,59               | 26                    | завершила выступление | завершила выступление | завершила выступление | завершила выступление | завершила выступление |
| Эстафета                     | Предварительный раунд                                                   | Предварительный раунд | Предварительный раунд | Предварительный раунд | Финал                 | Финал                 | Финал                 | Финал                 | Финал                 |
| Эстафета                     | Состав                                                                  | Заплыв                | Результат             | Место                 | Состав                | Состав                | Состав                | Результат             | Место                 |
| 4×100 метров комбинированная | Алина Змушко Анастасия Коряковская Анастасия Кулешова Анастасия Шкурдай | 2                     | 4:00,49               | 12                    | завершили выступление | завершили выступление | завершили выступление | завершили выступление | завершили выступление |

Смешанные команды
| Эстафета                     | Предварительный раунд                                               | Предварительный раунд | Предварительный раунд | Предварительный раунд | Финал                 | Финал                 | Финал                 | Финал                 | Финал                 |
| Эстафета                     | Состав                                                              | Заплыв                | Результат             | Место                 | Состав                | Состав                | Состав                | Результат             | Место                 |
| ---------------------------- | ------------------------------------------------------------------- | --------------------- | --------------------- | --------------------- | --------------------- | --------------------- | --------------------- | --------------------- | --------------------- |
| 4×100 метров комбинированная | Никита Цмыг Илья Шиманович Анастасия Коряковская Анастасия Кулешова | 2                     | 3:46,35               | 8                     | завершили выступление | завершили выступление | завершили выступление | завершили выступление | завершили выступление |

#### Синхронное плавание
| Соревнование | Спортсмены                       | Квалификация           | Квалификация           | Квалификация          | Квалификация          | Квалификация | Квалификация | Финал                  | Финал                  | Итоговый результат | Итоговый результат |
| Соревнование | Спортсмены                       | Произвольная программа | Произвольная программа | Техническая программа | Техническая программа | Всего        | Всего        | Произвольная программа | Произвольная программа | Итоговый результат | Итоговый результат |
| Соревнование | Спортсмены                       | Баллы                  | Место                  | Баллы                 | Место                 | Баллы        | Место        | Баллы                  | Место                  | Баллы              | Место              |
| ------------ | -------------------------------- | ---------------------- | ---------------------- | --------------------- | --------------------- | ------------ | ------------ | ---------------------- | ---------------------- | ------------------ | ------------------ |
| дуэты        | Дарья Кулагина Василина Хондошко | 88,0333                | 12                     | 87,2101               | 10                    | 175,2434     | 10 Q         | 87,8000                | 11                     | 175,0101           | 11                 |

### Гимнастика

#### Спортивная гимнастика
В конце 2019 года Анастасия Алистратова завоевала олимпийскую лицензию, пробившись в число 20-ти лучших спортсменок по итогам многоборья на Чемпионате мира по спортивной гимнастике в Штутгарте. Белоруссию на Играх представила Анна Травкова.
Женщины
Многоборье
| Соревнование      | Спортсмены    | Квалификация   | Квалификация        | Квалификация | Квалификация       | Квалификация | Квалификация | Финал                 | Финал                 | Финал                 | Финал                 | Финал                 | Финал                 |
| Соревнование      | Спортсмены    | Опорный прыжок | Разновысокие брусья | Бревно       | Вольные упражнения | Всего        | Место        | Опорный прыжок        | Разновысокие брусья   | Бревно                | Вольные упражнения    | Всего                 | Место                 |
| ----------------- | ------------- | -------------- | ------------------- | ------------ | ------------------ | ------------ | ------------ | --------------------- | --------------------- | --------------------- | --------------------- | --------------------- | --------------------- |
| личное многоборье | Анна Травкова | 12,600         | 11,966              | 10,833       | 10,833             | 46,232       | 77           | завершила выступление | завершила выступление | завершила выступление | завершила выступление | завершила выступление | завершила выступление |

#### Художественная гимнастика
| Соревнование      | Спортсмены      | Квалификация | Квалификация | Квалификация | Квалификация | Квалификация | Квалификация | Финал  | Финал  | Финал  | Финал  | Финал   | Финал |
| Соревнование      | Спортсмены      |              |              |              |              | Всего        | Место        |        |        |        |        | Всего   | Место |
| ----------------- | --------------- | ------------ | ------------ | ------------ | ------------ | ------------ | ------------ | ------ | ------ | ------ | ------ | ------- | ----- |
| личное многоборье | Алина Горносько | 26,400       | 27,200       | 23,900       | 21,750       | 99,250       | 4 Q          | 26,500 | 27,500 | 27,600 | 21,100 | 102,700 | 3     |
| личное многоборье | Анастасия Салос | 25,700       | 26,300       | 24,550       | 22,600       | 99,150       | 5 Q          | 25,425 | 23,000 | 24,950 | 21,800 | 95,175  | 8     |

| Соревнование         | Спортсмены                                                                              | Квалификация | Квалификация | Финал  | Финал |
| Соревнование         | Спортсмены                                                                              | Очки         | Место        | Очки   | Место |
| -------------------- | --------------------------------------------------------------------------------------- | ------------ | ------------ | ------ | ----- |
| групповое многоборье | Анна Гайдукевич Карина Ермоленко Анастасия Молоканова Анастасия Рыбакова Арина Цицилина | 79,650       | 8 Q          | 84,050 | 5     |

#### Прыжки на батуте
В конце 2019 года Владислав Гончаров и Олег Рябцев завоевали серебряную медаль и олимпийскую лицензию на Чемпионате мира по прыжкам на батуте в Токио. В паре с Владиславом на Играх выступил Иван Литвинович, принёсший Белоруссии первую олимпийскую медаль в Токио.
Мужчины
| Соревнование      | Спортсмены         | Квалификация | Квалификация | Финал  | Финал |
| Соревнование      | Спортсмены         | Очки         | Место        | Очки   | Место |
| ----------------- | ------------------ | ------------ | ------------ | ------ | ----- |
| личное первенство | Владислав Гончаров | 113,400      | 2 Q          | 60,565 | 4     |
| личное первенство | Иван Литвинович    | 113,555      | 1 Q          | 61,715 | 1     |

### Гребля на байдарках и каноэ
Все восемь лицензий были завоёваны по итогам Чемпионата мира по гребле на байдарках и каноэ, проходившего в 2019 году в венгерском Сегеде.

#### Гребля на гладкой воде
Мужчины
| Соревнование                   | Спортсмены                                                           | Предварительный раунд | Предварительный раунд | Предварительный раунд | Четвертьфинал | Четвертьфинал | Четвертьфинал | Полуфинал | Полуфинал | Полуфинал | Финал    | Финал   | Итоговое место |
| Соревнование                   | Спортсмены                                                           | Заплыв                | Время                 | Место                 | Заплыв        | Время         | Место         | Заплыв    | Время     | Место     | Время    | Место   | Итоговое место |
| ------------------------------ | -------------------------------------------------------------------- | --------------------- | --------------------- | --------------------- | ------------- | ------------- | ------------- | --------- | --------- | --------- | -------- | ------- | -------------- |
| байдарки-одиночки, 1000 метров | Олег Юреня                                                           | 4                     | 3:43,444              | 1 Q                   | не участвовал | не участвовал | не участвовал | 2         | 3:27,323  | 6         | Финал B  | Финал B | 12             |
| байдарки-одиночки, 1000 метров | Олег Юреня                                                           | 4                     | 3:43,444              | 1 Q                   | не участвовал | не участвовал | не участвовал | 2         | 3:27,323  | 6         | 3:27,190 | 4       | 12             |
| байдарки-двойки, 1000 метров   | Никита Бориков Олег Юреня                                            | 1                     | 3:18,952              | 5                     | 1             | 3:10,126      | 1             | 2         | 3:18,875  | 3         | Финал A  | Финал A | 7              |
| байдарки-двойки, 1000 метров   | Никита Бориков Олег Юреня                                            | 1                     | 3:18,952              | 5                     | 1             | 3:10,126      | 1             | 2         | 3:18,875  | 3         | 3:17,769 | 7       | 7              |
| байдарки-четвёрки, 500 метров  | Никита Бориков Владислав Литвинов Алексей Мисюченко Дмитрий Натынчик | 1                     | 1:22,896              | 3                     | 1             | 1:23,848      | 2 Q           | 1         | 1:24,206  | 3 Q       | Финал A  | Финал A | 5              |
| байдарки-четвёрки, 500 метров  | Никита Бориков Владислав Литвинов Алексей Мисюченко Дмитрий Натынчик | 1                     | 1:22,896              | 3                     | 1             | 1:23,848      | 2 Q           | 1         | 1:24,206  | 3 Q       | 1:24,510 | 5       | 5              |

Женщины
| Соревнование                  | Спортсмены                                                     | Предварительный раунд | Предварительный раунд | Предварительный раунд | Четвертьфинал  | Четвертьфинал  | Четвертьфинал  | Полуфинал | Полуфинал | Полуфинал | Финал    | Финал   | Итоговое место |
| Соревнование                  | Спортсмены                                                     | Заплыв                | Время                 | Место                 | Заплыв         | Время          | Место          | Заплыв    | Время     | Место     | Время    | Место   | Итоговое место |
| ----------------------------- | -------------------------------------------------------------- | --------------------- | --------------------- | --------------------- | -------------- | -------------- | -------------- | --------- | --------- | --------- | -------- | ------- | -------------- |
| байдарки-одиночки, 500 метров | Ольга Худенко                                                  | 2                     | 1:50,732              | 3 Q                   | не участвовала | не участвовала | не участвовала | 2         | 1:52,755  | 3         | Финал B  | Финал B | 14             |
| байдарки-одиночки, 500 метров | Ольга Худенко                                                  | 2                     | 1:50,732              | 3 Q                   | не участвовала | не участвовала | не участвовала | 2         | 1:52,755  | 3         | 1:55,933 | 6       | 14             |
| байдарки-одиночки, 500 метров | Марина Литвинчук                                               | 5                     | 1:49,606              | 2 Q                   | не участвовала | не участвовала | не участвовала | 2         | 1:56,386  | 5         | Финал C  | Финал C | 22             |
| байдарки-одиночки, 500 метров | Марина Литвинчук                                               | 5                     | 1:49,606              | 2 Q                   | не участвовала | не участвовала | не участвовала | 2         | 1:56,386  | 5         | 1:57,057 | 6       | 22             |
| байдарки-двойки, 500 метров   | Марина Литвинчук Ольга Худенко                                 | 3                     | 1:43,377              | 2 Q                   | не участвовали | не участвовали | не участвовали | 2         | 1:37,198  | 3         | Финал A  | Финал A | 6              |
| байдарки-двойки, 500 метров   | Марина Литвинчук Ольга Худенко                                 | 3                     | 1:43,377              | 2 Q                   | не участвовали | не участвовали | не участвовали | 2         | 1:37,198  | 3         | 1:37,647 | 6       | 6              |
| байдарки-четвёрки, 500 метров | Марина Литвинчук Маргарита Махнёва Надежда Попок Ольга Худенко | 1                     | 1:34,785              | 3                     | 1              | 1:35,534       | 1              | 1         | 1:36,672  | 2 Q       | Финал A  | Финал A | 2              |
| байдарки-четвёрки, 500 метров | Марина Литвинчук Маргарита Махнёва Надежда Попок Ольга Худенко | 1                     | 1:34,785              | 3                     | 1              | 1:35,534       | 1              | 1         | 1:36,672  | 2 Q       | 1:36,073 | 2       | 2              |
| каноэ-одиночки, 200 метров    | Елена Ноздрёва                                                 | 4                     | 46,731                | 3 Q                   | 3              | 46,950         | 1              | 2         | 48,120    | 5         | Финал B  | Финал B | 11             |
| каноэ-одиночки, 200 метров    | Елена Ноздрёва                                                 | 4                     | 46,731                | 3 Q                   | 3              | 46,950         | 1              | 2         | 48,120    | 5         | 48,085   | 3       | 11             |
| каноэ-двойки, 500 метров      | Надежда Макарченко Дарина Пикулева                             | 2                     | 2:09,799              | 6                     | 1              | 2:04,951       | 3 Q            | 1         | 2:07,205  | 5         | Финал B  | Финал B | 10             |
| каноэ-двойки, 500 метров      | Надежда Макарченко Дарина Пикулева                             | 2                     | 2:09,799              | 6                     | 1              | 2:04,951       | 3 Q            | 1         | 2:07,205  | 5         | 2:04,351 | 2       | 10             |

### Дзюдо
Квалификационный период, который изначально планировалось закончить в июне 2020 года, был продлён до июня следующего года и завершился сразу после Чемпионата мира в Венгрии. В конце июня 2021-го Международная федерация дзюдо обнародовала последний рейтинг-лист дзюдоистов планеты в преддверии Олимпийских игр. Путёвки на Игры от Белоруссии завоевали трое спортсменов.
Мужчины
| Категория | Спортсмены      | 1/16 финала                  | 1/8 финала             | Четвертьфинал        | Полуфинал            | Финал                | Место |
| Категория | Спортсмены      | Соперник Результат           | Соперник Результат     | Соперник Результат   | Соперник Результат   | Соперник Результат   | Место |
| --------- | --------------- | ---------------------------- | ---------------------- | -------------------- | -------------------- | -------------------- | ----- |
| до 66 кг  | Дмитрий Миньков | QATА. Эль-Идрисси В 10s1:0s3 | MGLЁ. Басху П 1s10:3s0 | завершил выступление | завершил выступление | завершил выступление | 9     |
| до 100 кг | Никита Свирид   | GERК. Фрей П 2s10:2s0        | завершил выступление   | завершил выступление | завершил выступление | завершил выступление | 17    |

Женщины
| Категория   | Спортсмены     | 1/16 финала            | 1/8 финала             | Четвертьфинал         | Полуфинал             | Финал                 | Место |
| Категория   | Спортсмены     | Соперник Результат     | Соперник Результат     | Соперник Результат    | Соперник Результат    | Соперник Результат    | Место |
| ----------- | -------------- | ---------------------- | ---------------------- | --------------------- | --------------------- | --------------------- | ----- |
| свыше 78 кг | Марина Слуцкая | TTOГ. Вуд В 10:0 (IPP) | KORМ. Хан П 0:10 (IPP) | завершила выступление | завершила выступление | завершила выступление | 9     |

### Конный спорт
Белоруссия была представлена лишь в троеборье. Олимпийские нормативы выполнили Александр Фоминов и Александр Зеленко. Впоследствии стало известно, что Александр Фоминов не примет участие в соревнованиях из-за заболевания лошади, выявленного по прилёте в Токио.
2 августа стало известно о том, что Александр Зеленко не сможет продолжить свои выступления по причине ветеринарных показателей лошади.
Троеборье
| Соревнование     | Спортсмены                              | Выездка                                         | Выездка                                         | Кросс                                           | Кросс                                           | Кросс                                           | Конкур                                          | Конкур                                          | Финальный конкур                                | Финальный конкур                                | Всего                                           | Всего                                           |
| Соревнование     | Спортсмены                              | Штраф                                           | Штраф                                           | Штраф                                           | Штраф                                           | Штраф                                           | Штраф                                           | Штраф                                           | Штраф                                           | Штраф                                           | Всего                                           | Всего                                           |
| Соревнование     | Спортсмены                              | Баллы                                           | Место                                           | Баллы                                           | Время                                           | Место                                           | Баллы                                           | Время                                           | Баллы                                           | Время                                           | Результат                                       | Место                                           |
| ---------------- | --------------------------------------- | ----------------------------------------------- | ----------------------------------------------- | ----------------------------------------------- | ----------------------------------------------- | ----------------------------------------------- | ----------------------------------------------- | ----------------------------------------------- | ----------------------------------------------- | ----------------------------------------------- | ----------------------------------------------- | ----------------------------------------------- |
| личное троеборье | Александр Зеленко лошадь — Карло Гранде | 31,00                                           | 18                                              | 61,60                                           | 9:29                                            | 44                                              | не принял участие в следующих этапах            | не принял участие в следующих этапах            | не принял участие в следующих этапах            | не принял участие в следующих этапах            | 92,60                                           | DNF                                             |
| личное троеборье | Александр Фоминов лошадь — Мартини      | не принял участие в ОИ из-за заболевания лошади | не принял участие в ОИ из-за заболевания лошади | не принял участие в ОИ из-за заболевания лошади | не принял участие в ОИ из-за заболевания лошади | не принял участие в ОИ из-за заболевания лошади | не принял участие в ОИ из-за заболевания лошади | не принял участие в ОИ из-за заболевания лошади | не принял участие в ОИ из-за заболевания лошади | не принял участие в ОИ из-за заболевания лошади | не принял участие в ОИ из-за заболевания лошади | не принял участие в ОИ из-за заболевания лошади |

### Лёгкая атлетика
В начале 2019 года Ольга Мазурёнок завоевала допуск на Игры, выиграв марафон в Гонконге с рекордом трассы. 14 апреля 2019 года Нина Савина заполучила лицензию, став бронзовым призёром Варшавского марафона.
В 2019 году Дмитрию Дюбину удалось завоевать допуск на Игры, благодаря успешному выступлению в литовском Алитусе, где спортсмен установил свой личный рекорд по времени. Позднее стало известно о том, что Александр Ляхович также отправится на Олимпиаду по рейтингу. Летом 2019 года на республиканском турнире на призы РЦОП по лёгкой атлетике Эльвира Герман принесла Белоруссии седьмую олимпийскую лицензию. Кроме того, метательница молота Анна Малыщик на Кубке Беларуси завоевала право выступить на Олимпиаде.
В феврале 2020 года Анна Терлюкевич заняла седьмое место на открытом чемпионате Турции по спортивной ходьбе и завоевала лицензию на Олимпийские игры в Токио.
Максим Недосеков отобрался на Игры по рейтингу. Прыгунья в длину Виолетта Скворцова на турнире Copernicus Cup обновила личный рекорд и выполнила квалификационный олимпийский норматив. Кроме того, на этом же турнире легкоатлетка Виолетта Скворцова не только обновила личный рекорд, но и также выполнила квалификационный норматив.
В апреле метатель диска Евгений Богуцкий выиграл золото международного турнира по легкоатлетическим метаниям памяти заслуженного тренера СССР Евгения Шукевича в Бресте и выполнил квалификационный норматив для участия в Олимпиаде. На этом же турнире Анастасия Маслова завоевала лицензию в метании молота, а также Алексей Котковец, но уже в метании копья.
В начале июня на чемпионате Молдовы по лёгкой атлетике молотобоец Юрий Васильченко обеспечил себе олимпийскую лицензию и завоевал серебро турнира.
В конце июня на открытом Чемпионате Белоруссии по лёгкой атлетике Виталий Парахонько и Мария Жодик завоевали лицензии на Олимпиаду. Однако позднее стало известно о том, что Мария не сможет выступить на Играх по причине недостаточно количества допинг-тестов за сезон. Кроме того, по этой же причине в участии в Олимпиаде было отказано двум легкоатлеткам Анне Михайловой и Кристине Мулярчик, одна из которых должна была представить Белоруссию в эстафете 4×400 м.
В конце июля Дарья Борисевич заявила, что не примет участие в Играх по причине травмы ахиллова сухожилия, полученной на предолимпийском сборе.
1 августа 2021 года было объявлено о прекращении выступления на Олимпиаде Кристины Тимановской. Были отозваны заявки на участие спортсменки в квалификационных забегах на 200 метров и в эстафете 4×400 метров. Впоследствии Тимановская обратилась в Спортивный арбитражный суд по поводу своего отстранения Национальным олимпийским комитетом Белоруссии, её обращение было судом отклонено.
Мужчины
Беговые дисциплины
| Дисциплина                    | Спортсмен          | Предварительный раунд | Предварительный раунд | Полуфиналы           | Полуфиналы           | Финал                | Финал                |
| Дисциплина                    | Спортсмен          | Время                 | Место                 | Время                | Место                | Время                | Место                |
| ----------------------------- | ------------------ | --------------------- | --------------------- | -------------------- | -------------------- | -------------------- | -------------------- |
| бег на 110 метров с барьерами | Виталий Парахонько | 13,61                 | 25                    | завершил выступление | завершил выступление | завершил выступление | завершил выступление |

Шоссейные дисциплины
| Дисциплина              | Спортсмен         | Время   | Место | Отставание |
| ----------------------- | ----------------- | ------- | ----- | ---------- |
| ходьба на 20 километров | Александр Ляхович | 1:31:28 | 45    | +10:23     |
| ходьба на 50 километров | Дмитрий Дюбин     | 4:00:25 | 22    | +10:17     |

Технические дисциплины
| прыжок в высоту | Дмитрий Набоков  | 2,25  | 14   | завершил выступление | завершил выступление | завершил выступление | завершил выступление |
| прыжок в высоту | Максим Недосеков | 2,28  | 12 Q | 2,37                 | 3                    |                      |                      |
| метание диска   | Евгений Богуцкий | 58,65 | 27   | завершил выступление | завершил выступление |                      |                      |
| метание молота  | Юрий Васильченко | 74,00 | 19   | завершил выступление | завершил выступление |                      |                      |
| метание молота  | Глеб Дударев     | 71,60 | 27   | завершил выступление | завершил выступление |                      |                      |
| метание молота  | Иван Тихон       | 74,57 | 18   | завершил выступление | завершил выступление |                      |                      |
| метание копья   | Алексей Котковец | 82,72 | 4 Q  | 83,71                | 6                    |                      |                      |
| метание копья   | Павел Мелешко    | 82,64 | 6 Q  | 82,28                | 10                   |                      |                      |

 Многоборье
| Дисциплина  | Спортсмен   | Параметр  | 100 м | длина | ядро  | высота | 400 м | 110 м с/б | диск  | шест | копьё | 1500 м  | Всего очков | Итоговое место |
| ----------- | ----------- | --------- | ----- | ----- | ----- | ------ | ----- | --------- | ----- | ---- | ----- | ------- | ----------- | -------------- |
| десятиборье | Виталий Жук | Результат | 11,04 | 6,93  | 16,23 | 1,96   | 49,22 | 14,95     | 47,01 | 5,10 | 59,49 | 4:42,57 | 8131        | 13             |
| десятиборье | Виталий Жук | Очки      | 852   | 797   | 865   | 767    | 851   | 856       | 809   | 941  | 730   | 664     | 8131        | 13             |
| десятиборье | Виталий Жук | Место     | 16    | 21    | 1     | 19     | 15    | 18        | 9     | 4    | 12    | 13      | 8131        | 13             |

Женщины
Беговые дисциплины
| Дисциплина                    | Спортсмен                                                            | Предварительный раунд                    | Предварительный раунд                    | Полуфиналы                               | Полуфиналы                               | Финал                                    | Финал                                    |
| Дисциплина                    | Спортсмен                                                            | Время                                    | Место                                    | Время                                    | Место                                    | Время                                    | Место                                    |
| ----------------------------- | -------------------------------------------------------------------- | ---------------------------------------- | ---------------------------------------- | ---------------------------------------- | ---------------------------------------- | ---------------------------------------- | ---------------------------------------- |
| бег на 100 метров             | Кристина Тимановская                                                 | 11,47                                    | 37                                       | завершила выступление                    | завершила выступление                    | завершила выступление                    | завершила выступление                    |
| бег на 200 метров             | Кристина Тимановская                                                 | заявка на участие отозвана               | заявка на участие отозвана               | заявка на участие отозвана               | заявка на участие отозвана               | заявка на участие отозвана               | заявка на участие отозвана               |
| бег на 1500 метров            | Дарья Борисевич                                                      | не примет участие в ОИ по причине травмы | не примет участие в ОИ по причине травмы | не примет участие в ОИ по причине травмы | не примет участие в ОИ по причине травмы | не примет участие в ОИ по причине травмы | не примет участие в ОИ по причине травмы |
| бег на 100 метров с барьерами | Эльвира Герман                                                       | 12,95                                    | 18 Q                                     | 12,71                                    | 10                                       | завершила выступление                    | завершила выступление                    |
| Эстафета                      | Предварительный раунд                                                | Предварительный раунд                    | Предварительный раунд                    | Финал                                    | Финал                                    | Финал                                    | Финал                                    |
| Эстафета                      | Состав                                                               | Время                                    | Место                                    | Время                                    | Время                                    | Место                                    | Место                                    |
| эстафета 4×400 метров         | Юлия Близнец Астерия Узо Лимай Эльвира Герман Александра Хильманович | 3:33,00                                  | 15                                       | завершили выступление                    | завершили выступление                    | завершили выступление                    | завершили выступление                    |

 Шоссейные дисциплины
| Дисциплина              | Спортсмен           | Время   | Место | Отставание |
| ----------------------- | ------------------- | ------- | ----- | ---------- |
| марафон                 | Ольга Мазурёнок     | 2:29:06 | 5     | +1:46      |
| марафон                 | Нина Савина         | 2:38:41 | 50    | +11:21     |
| ходьба на 20 километров | Анастасия Раровская | 1:35:09 | 23    | +5:57      |
| ходьба на 20 километров | Виктория Рощупкина  | 1:43:33 | 49    | +14:21     |
| ходьба на 20 километров | Анна Терлюкевич     | 1:37:22 | 31    | +8:10      |

 Технические дисциплины
| Дисциплина      | Спортсмен                  | Квалификация            | Квалификация            | Финал                   | Финал                   |
| Дисциплина      | Спортсмен                  | Результат               | Место                   | Результат               | Место                   |
| --------------- | -------------------------- | ----------------------- | ----------------------- | ----------------------- | ----------------------- |
| прыжок в длину  | Анастасия Мирончик-Иванова | 6,55                    | 14                      | завершила выступление   | завершила выступление   |
| тройной прыжок  | Виолетта Скворцова         | 14,05                   | 18                      | завершила выступление   | завершила выступление   |
| прыжок в высоту | Карина Демидик             | 1,90                    | 19                      | завершила выступление   | завершила выступление   |
| прыжок в высоту | Мария Жодик                | не примет участие на ОИ | не примет участие на ОИ | не примет участие на ОИ | не примет участие на ОИ |
| прыжок с шестом | Ирина Жук                  | 4,55                    | 5 Q                     | 4,50                    | 8                       |
| толкание ядра   | Алёна Дубицкая             | 18,89                   | 5 Q                     | 18,73                   | 9                       |
| метание копья   | Татьяна Холодович          | 60,78                   | 13                      | завершила выступление   | завершила выступление   |
| метание молота  | Анна Малыщик               | 70,80                   | 13                      | завершила выступление   | завершила выступление   |
| метание молота  | Анастасия Маслова          | 65,15                   | 28                      | завершила выступление   | завершила выступление   |

### Парусный спорт
Изначально на Игры должен был отправиться Артём Джавадов, завоевавший олимпийскую лицензию, однако вместо него выступил Никита Циркун. Женщин представила Татьяна Дроздовская.
Мужчины
| Класс | Спортсмены    | Гонка | Гонка | Гонка | Гонка | Гонка | Гонка | Гонка | Гонка | Гонка | Гонка | Гонка | Гонка | Гонка | Очки | Место |
| Класс | Спортсмены    | 1     | 2     | 3     | 4     | 5     | 6     | 7     | 8     | 9     | 10    | 11    | 12    | M     | Очки | Место |
| ----- | ------------- | ----- | ----- | ----- | ----- | ----- | ----- | ----- | ----- | ----- | ----- | ----- | ----- | ----- | ---- | ----- |
| RS:X  | Никита Циркун | 17    | 10    | 23    | 17    | DNF   | 19    | 21    | 12    | 18    | 23    | 20    | 20    | —     | 226  | 18    |

Женщины
| Класс        | Спортсмены          | Гонка | Гонка | Гонка | Гонка | Гонка | Гонка | Гонка | Гонка | Гонка | Гонка | Гонка         | Гонка         | Гонка | Очки | Место |
| Класс        | Спортсмены          | 1     | 2     | 3     | 4     | 5     | 6     | 7     | 8     | 9     | 10    | 11            | 12            | M     | Очки | Место |
| ------------ | ------------------- | ----- | ----- | ----- | ----- | ----- | ----- | ----- | ----- | ----- | ----- | ------------- | ------------- | ----- | ---- | ----- |
| Лазер Радиал | Татьяна Дроздовская | 25    | 22    | 20    | 25    | 20    | 8     | 17    | 19    | 23    | 19    | не проводятся | не проводятся | —     | 198  | 21    |

### Современное пятиборье
Первую олимпийскую лицензию завоевала Ирина Просенцова, успешно выступившая на Чемпионате Европы 2019 года. На Олимпиаде Белоруссия была представлена Анастасией Прокопенко.
В сентябре 2019 года Ольга Силкина стала чемпионкой мира и принесла Белоруссии ещё одну лицензию.
Мужчины
| Соревнование      | Спортсмены    | Фехтование | Фехтование | Фехтование | Плавание | Плавание | Плавание | Верховая езда | Верховая езда | Верховая езда | Комбайн  | Комбайн | Комбайн | Всего     | Всего |
| Соревнование      | Спортсмены    | Побед      | Очки       | Место      | Время    | Очки     | Место    | Время         | Очки          | Место         | Время    | Очки    | Место   | Результат | Место |
| ----------------- | ------------- | ---------- | ---------- | ---------- | -------- | -------- | -------- | ------------- | ------------- | ------------- | -------- | ------- | ------- | --------- | ----- |
| личное первенство | Илья Полозков | 24         | 244        | 3          | 2:01,15  | 308      | 14       | 83,21         | 262           | 29            | 11:35,78 | 605     | 24      | 1419      | 17    |

Женщины
| Соревнование      | Спортсмены           | Фехтование | Фехтование | Фехтование | Плавание | Плавание | Плавание | Верховая езда | Верховая езда | Верховая езда | Комбайн  | Комбайн | Комбайн | Всего     | Всего |
| Соревнование      | Спортсмены           | Побед      | Очки       | Место      | Время    | Очки     | Место    | Время         | Очки          | Место         | Время    | Очки    | Место   | Результат | Место |
| ----------------- | -------------------- | ---------- | ---------- | ---------- | -------- | -------- | -------- | ------------- | ------------- | ------------- | -------- | ------- | ------- | --------- | ----- |
| личное первенство | Анастасия Прокопенко | 18         | 208        | 15         | 2:25,01  | 260      | 34       | 83,49         | 283           | 22            | 11:49,38 | 591     | 4       | 1342      | 8     |
| личное первенство | Ольга Силкина        | 21         | 217        | 12         | 2:15,22  | 280      | 17       | 89,07         | 274           | 23            | 12:59,81 | 521     | 23      | 1292      | 18    |

### Стрельба
На Европейских играх 2019 года Юрию Щербацевичу удалось завоевать лицензию на Игры. Стрелок занял второе место. В сентябре 2019 года Мария Мартынова получила возможность выступить на Олимпийских играх, благодаря успешному выступлению на Чемпионате Европы, проходившем в итальянской Болонье.
В марте 2021 года Виктория Чайка успешно выступила на этапе Кубка мира в Нью-Дели, заняв третье место. Этот результат позволил ей заработать необходимые очки в мировой рейтинг и получить лицензию на Игры.
Мужчины
| Соревнование                          | Спортсмены      | Квалификация | Квалификация | Полуфинал     | Полуфинал     | Финал                | Финал                |
| Соревнование                          | Спортсмены      | Результат    | Место        | Результат     | Место         | Соперник/ Результат  | Место                |
| ------------------------------------- | --------------- | ------------ | ------------ | ------------- | ------------- | -------------------- | -------------------- |
| винтовка из трёх положений, 50 метров | Юрий Щербацевич | 9,800        | 8 Q          | не проводится | не проводится | 406,3                | 7                    |
| пневматическая винтовка, 10 метров    | Юрий Щербацевич | 626,6        | 15           | не проводится | не проводится | завершил выступление | завершил выступление |

Женщины
| Соревнование                          | Спортсмены      | Квалификация | Квалификация | Полуфинал     | Полуфинал     | Финал                 | Финал                 |
| Соревнование                          | Спортсмены      | Результат    | Место        | Результат     | Место         | Соперник/ Результат   | Место                 |
| ------------------------------------- | --------------- | ------------ | ------------ | ------------- | ------------- | --------------------- | --------------------- |
| винтовка из трёх положений, 50 метров | Мария Мартынова | 9,717        | 17           | не проводится | не проводится | завершила выступление | завершила выступление |
| пневматическая винтовка, 10 метров    | Мария Мартынова | 624,3        | 24           | не проводится | не проводится | завершила выступление | завершила выступление |
| пневматический пистолет, 10 метров    | Виктория Чайка  | 576          | 11           | не проводится | не проводится | завершила выступление | завершила выступление |
| пистолет, 25 метров                   | Виктория Чайка  | 571          | 36           | не проводится | не проводится | завершила выступление | завершила выступление |

Смешанные пары
| Соревнование                       | Спортсмены                      | Квалификация | Квалификация | Полуфинал     | Полуфинал     | Финал                 | Финал                 |
| Соревнование                       | Спортсмены                      | Результат    | Место        | Результат     | Место         | Соперник/ Результат   | Место                 |
| ---------------------------------- | ------------------------------- | ------------ | ------------ | ------------- | ------------- | --------------------- | --------------------- |
| пневматическая винтовка, 10 метров | Мария Мартынова Юрий Щербацевич | 622,6        | 23           | не проводится | не проводится | завершили выступление | завершили выступление |

### Стрельба из лука
На чемпионате мира 2019 года Карина Козловская, Карина Дёминская и Анна Марусова завоевали командную лицензию на Игры.
Женщины
| Соревнование              | Спортсмены                                       | Квалификация | Квалификация | 1/32 финала              | 1/16 финала              | 1/8 финала             | Четвертьфинал         | Полуфинал                    | Финал                 | Место |
| Соревнование              | Спортсмены                                       | Результат    | Место        | Соперник Результат       | Соперник Результат       | Соперник Результат     | Соперник Результат    | Соперник Результат           | Соперник Результат    | Место |
| ------------------------- | ------------------------------------------------ | ------------ | ------------ | ------------------------ | ------------------------ | ---------------------- | --------------------- | ---------------------------- | --------------------- | ----- |
| индивидуальное первенство | Карина Дёминская                                 | 642          | 29           | BANД. Сиддик (36) В 6:5  | MEXА. Валенсия (4) П 7:3 | завершила выступление  | завершила выступление | завершила выступление        | завершила выступление | 17    |
| индивидуальное первенство | Карина Козловская                                | 607          | 61           | MEXА. Валенсия (4) П 6:0 | завершила выступление    | завершила выступление  | завершила выступление | завершила выступление        | завершила выступление | 33    |
| индивидуальное первенство | Анна Марусова                                    | 633          | 39           | GERЛ. Унрух (26) В 6:4   | JPNА. Ямаути (7) В 6:0   | ITAЛ. Боари (23) П 5:6 | завершила выступление | завершила выступление        | завершила выступление | 11    |
| командное первенство      | Карина Дёминская Карина Козловская Анна Марусова | 1882         | 12           | не проводится            | не проводится            | Китай (5) · В 5:3      | Япония (4) · В 5:3    | Республика Корея (1) · П 5:1 | Германия (10) · П 5:1 | 4     |

### Теннис
Егор Герасимов и Илья Ивашко принимали участие в Играх на основе рейтинга ATP. В свою очередь, Арина Соболенко также представила Белоруссию в Токио. Изначально планировалось участие Виктории Азаренко, однако в середине июля теннисистка приняла решение отказаться от участия в Играх.
Мужчины
| Соревнование     | Спортсмены                 | 1/32 финала                     | 1/16 финала                                 | 1/8 финала                   | Четвертьфинал         | Полуфинал             | Финал                 |
| Соревнование     | Спортсмены                 | Соперник Результат              | Соперник Результат                          | Соперник Результат           | Соперник Результат    | Соперник Результат    | Соперник Результат    |
| ---------------- | -------------------------- | ------------------------------- | ------------------------------------------- | ---------------------------- | --------------------- | --------------------- | --------------------- |
| одиночный разряд | Егор Герасимов             | FRAЖиль Симон В 4:6, 6:3, 6:4   | ITAФабио Фоньини П 4:6, 64:77               | завершил выступление         | завершил выступление  | завершил выступление  | завершил выступление  |
| одиночный разряд | Илья Ивашко                | FRAГаэль Монфис В 6:4, 4:6, 7:5 | KAZМихаил Кукушкин В 64:77, 6:3, 6:3        | JPNКэй Нисикори П 67:79, 0:6 | завершил выступление  | завершил выступление  | завершил выступление  |
| парный разряд    | Егор Герасимов Илья Ивашко | не проводится                   | NZLМайкл Винус/ Маркус Дэниэлл П 3:6, 66:78 | завершили выступление        | завершили выступление | завершили выступление | завершили выступление |

Женщины
| Соревнование     | Спортсмены                        | 1/32 финала                                                                          | 1/16 финала                                                                          | 1/8 финала                                                                           | Четвертьфинал                                                                        | Полуфинал                                                                            | Финал                                                                                |
| Соревнование     | Спортсмены                        | Соперник Результат                                                                   | Соперник Результат                                                                   | Соперник Результат                                                                   | Соперник Результат                                                                   | Соперник Результат                                                                   | Соперник Результат                                                                   |
| ---------------- | --------------------------------- | ------------------------------------------------------------------------------------ | ------------------------------------------------------------------------------------ | ------------------------------------------------------------------------------------ | ------------------------------------------------------------------------------------ | ------------------------------------------------------------------------------------ | ------------------------------------------------------------------------------------ |
| одиночный разряд | Виктория Азаренко                 | не принимала участие в ОИ                                                            | не принимала участие в ОИ                                                            | не принимала участие в ОИ                                                            | не принимала участие в ОИ                                                            | не принимала участие в ОИ                                                            | не принимала участие в ОИ                                                            |
| одиночный разряд | Арина Соболенко                   | POLМагда Линетт В 6:2, 6:1                                                           | CROДонна Векич П 4:6, 6:3, 63:77                                                     | завершила выступление                                                                | завершила выступление                                                                | завершила выступление                                                                | завершила выступление                                                                |
| парный разряд    | Виктория Азаренко Арина Соболенко | в связи с отказом В. Азаренко Белоруссия не принимала участие в парных соревнованиях | в связи с отказом В. Азаренко Белоруссия не принимала участие в парных соревнованиях | в связи с отказом В. Азаренко Белоруссия не принимала участие в парных соревнованиях | в связи с отказом В. Азаренко Белоруссия не принимала участие в парных соревнованиях | в связи с отказом В. Азаренко Белоруссия не принимала участие в парных соревнованиях | в связи с отказом В. Азаренко Белоруссия не принимала участие в парных соревнованиях |

### Тяжёлая атлетика
Белоруссии были выделены две квоты, которые были распределены поровну между мужчинами и женщинами. Евгений Тихонцов и Дарья Наумова представили Белоруссию на Играх.
Мужчины
| Категория | Спортсмены       | Вес      | Рывок | Рывок | Рывок | Толчок | Толчок | Толчок | Всего | Место |
| Категория | Спортсмены       | Вес      | 1     | 2     | 3     | 1      | 2      | 3      | Всего | Место |
| --------- | ---------------- | -------- | ----- | ----- | ----- | ------ | ------ | ------ | ----- | ----- |
| до 96 кг  | Евгений Тихонцов | 95,35 кг | 170   | 170   | 173   | 201    | 201    | 201    | —     | DNF   |

Женщины
| Категория | Спортсмены    | Вес      | Рывок | Рывок | Рывок | Толчок | Толчок | Толчок | Всего | Место |
| Категория | Спортсмены    | Вес      | 1     | 2     | 3     | 1      | 2      | 3      | Всего | Место |
| --------- | ------------- | -------- | ----- | ----- | ----- | ------ | ------ | ------ | ----- | ----- |
| до 76 кг  | Дарья Наумова | 75,30 кг | 103   | 107   | 107   | 125    | 131    | 133    | 234   | 5     |